# Benjamin Zephaniah
Benjamin Obadiah Iqbal Zephaniah, plus connu sous le nom de Benjamin Zephaniah, né Benjamin Springer le 15 avril 1958 à Handsworth (Midlands de l'Ouest, Angleterre) et mort le 7 décembre 2023, est un écrivain rastafarien et poète dub britannique.

## Biographie

### Jeunesse et formation
Benjamin Zephaniah naît le 15 avril 1958 dans un quartier jamaïcain à Handsworth situé au nord-ouest de Birmingham.
En 1968, il fait sa première performance dans une église et, dès 1973, il est reconnu pour son art dans sa ville natale.

### Carrière
Benjamin Zephaniah publie son premier recueil de poèmes, Pen Rhythm, en 1980. Il est si bien reçu qu'il fera l'objet de trois éditions successives. Son album Rasta, où l'on entend le premier enregistrement des Wailers depuis la mort de Bob Marley ainsi qu'un hommage à Nelson Mandela, lui attire une renommée internationale. C'est à la suite de cet album qu'il est présenté à Nelson Mandela, futur président d'Afrique du Sud, alors prisonnier politique. En 1996, ce dernier lui demande de présenter le Two Nations Concert au Royal Albert Hall de Londres.
Sur plusieurs dizaines d'années, il a fait des collaborations avec le groupe anarcho-punk Conflict, y compris pour leur album sorti en 2025 : This much remains, sur le morceau "Cut the crap".

## Engagements
En novembre 2003, Benjamin Zephaniah révèle, dans le journal The Guardian, qu'il vient de refuser d'être décoré par la reine Élisabeth II comme « Officer of the Order of British Empire » (OBE). Il explique ce geste en disant que cela le renvoie aux « milliers d'années de brutalité, cela me rappelle comment mes ancêtres ont été violés et brutalisés ». Il poursuit en disant : « Imprimez ça, Mr Blair, et Mme la Reine, arrêtez de parler d'empire ». C’est très inhabituel de dire cela publiquement, les conventions en la matière voulant que l'on ne formule son refus du titre qu'en privé. Il dit qu'il n'a rien, personnellement, contre la Reine et qu'« elle est un peu guindée mais c'est une vieille femme sympathique ».
Benjamin Zephaniah se décrit lui-même comme un pur végétalien. Il était membre honoraire de la Vegan Society (Société végétalienne) britannique.

## Distinctions
Au vu de son œuvre, Benjamin Zephaniah a été admis comme docteur honoraire de plusieurs universités : University of North London (1998), University of Central England (1999), Staffordshire University (2002), London South Bank University (2003), University of Exeter et University of Westminster (2006).
Le 17 juillet 2008, Benjamin Zephaniah reçoit un doctorat honorifique de l'université de Birmingham.
Benjamin Zephaniah est 48e dans la liste des « 50 Meilleurs écrivains d'après-guerre » du Times,.

## Discographie
- Dub Ranting (1982)
- Rasta (1983)
- Big Boys Don't Make Girls Cry (1984)
- Free South Africa (1986)
- Us an Dem (1990)
- Crisis (1992)
- Back to Roots (1995)
- Belly of de Beast (1996)
- Dancing Tribes avec Back to Base (single), MP Records (1999)
- Illegal avec Swayzak (single), Medicine Label (2000)
- Open Wide avec Dubioza kolektiv (EP), Open Wild, (2004)
- Naked (2004), One Little Indian Records.
- Dancing in the Moonlight
- The British

## Publications
- Pen Rhythm
- The Dread Affair
- Rasta Time in Palestine
- City Psalms
- Talking Turkeys
- Funky Chickens
- Propa Propaganda
- Too Black, Too Strong
- Face
- Refugee Boy
- Gangsta Rap (nommé pour le Manchester Book Award en 2006)
- Teacher's Dead
- No Problem
- Wicked World
- It's work

## Récompense
- Benjamin Zephaniah a un degré honorifique de l'universite de Londres-Est.